# Lanikko
Lanikko är en sjö i kommunen Jockas i landskapet Södra Savolax i Finland. Sjön ligger 120,8 meter över havet. Arean är 66 hektar och strandlinjen är 6,51 kilometer lång. Sjön  ingår i Vuoksens huvudavrinningsområde.   Den ligger omkring 30 kilometer nordöst om S:t Michel och omkring 240 kilometer nordöst om Helsingfors. 